# KGB
För andra betydelser, se KGB (olika betydelser).
KGB eller Kommittén för statssäkerhet (ryska: КГБ, Комите́т госуда́рственной безопа́сности/Komitét gosudárstvennoj bezopásnosti) var den civila delen av underrättelsetjänsten i Sovjetunionen från 1954 till sommaren 1991, då Boris Jeltsin avskaffade säkerhetsministeriet och resterna av det nygamla KGB.

## Bakgrund
Myndigheten grundades den 20 december 1917 med polacken Felix Dzerzjinskij som sin första chef. Man blev en av de första nya myndigheterna i det socialistiska Ryssland. Den kallades då "Tjeka" efter den ryska förkortningen VTjK (uttalas Ve-Tje-Ka) och kom under åren att kännas igen som GPU, OGPU, NKVD, GUGB, NKGB och MGB. Personalen har därefter kallats "tjekister", ett begrepp som fortfarande används i dagens Ryssland om de anställda vid säkerhetstjänsten FSB (Ryska federationens federala säkerhetstjänst) och den civila underrättelsetjänsten SVR (Ryska federationens yttre underrättelsetjänst).
KGB var ett repressivt organ i kommunistpartiets (KPSS) tjänst med cirka 750 000 anställda. Ett mycket omfattande nätverk av miljontals informatörer och angivare användes för att fånga upp kritiska individers attityder och åsikter både i hemmen och på arbetsplatserna. Man sade att KGB var partiets sköld och svärd (jämför KGB:s emblem).
KGB:s högkvarter var beläget i det hus där försäkringsbolaget Rossija fanns under tsartiden. Byggnaden kallas Lubjanka, och det torg i Moskva som tidigare kallats Dzerzjinskijtorget. Strax intill ligger varuhuset Detskij Mir (Barnens värld). KGB:s uppgifter har nu övertagits av dels FSB, som huserar i samma lokaler i Moskva, dels av SVR, vars högkvarter ligger strax utanför Moskva. Sommaren 2006 gav det ryska parlamentet, Duman, tillstånd för FSB, SVR och den militära underrättelsetjänsten GRU att likvidera "terrorister och extremister" utomlands.
I Belarus, som också var en del av Sovjetunionen, kallas underrättelsetjänsten ännu för KGB.